# Cleveland contre Wall Street
Pour plus de détails, voir Fiche technique et Distribution.
Cleveland contre Wall Street est un film de procès documentaire franco-suisse réalisé par Jean-Stéphane Bron. Il a été présenté au Festival de Cannes 2010, dans le cadre de la Quinzaine des réalisateurs.
Le film a été tourné à Cleveland (Ohio, États-Unis).

## Synopsis
En pleine crise financière de 2008-2010, dans la ville est de Cleveland (Ohio, USA), de nombreuses familles sont expulsées de leur maison à crédit subprime à cause d'un défaut de paiement. Certaines personnes comme la militante et résidante Barbara Anderson ou l'avocat Josh Corton soupçonnent une responsabilité de 21 banques de Wall Street dans cette affaire. Ce dernier attente donc un procès contre elles. Comme le procès réel est repoussé, le réalisateur de ce film décide de tourner un procès fictif avec les acteurs jouant leur propre rôle.

## Histoire

### Contexte de tournage
Ce film se situe entre réalité et fiction. En effet, le scénario du film repose sur des faits réels et actuels se déroulant le 11 janvier 2008 dans la ville de Cleveland, dans l'État de l'Ohio aux États-Unis. Ce procès cinématographique relate la crise des subprimes qui touche cette ville industrielle du Midwest, où les familles sinistrées sont expulsées de leur maison puisqu'elles n'arrivent plus à rembourser leur crédit. 
Le scénario met en scène des personnages dont l'histoire, la vie et les témoignages sont bien réels. En effet, le documentaire a été tourné dans la ville de Cleveland et dans un vrai tribunal en présence de vrais jurés, d'un juge de profession et des personnages non fictifs 
Ce procès et son verdict rendu n'ont rien d'officiel puisque ceci n'est qu'un documentaire-fiction mettant en avant la crise qui frappe la ville de Cleveland.

### Protagonistes
Le maire de Cleveland et une partie des habitants portent en justice les banques de Wall Street qu'ils accusent d'être responsable des saisies mobilières ou immobilières. Or les banques rejettent toute responsabilité et trouvent trop facile de les accuser. Ainsi, deux parties s'opposent dans le tribunal, d'un côté, les habitants de Cleveland représentés par l'avocat Josh Cohen et la militante Barbara Anderson et de l'autre côté, les 21 banques de Wall Street représentées par l'avocat Keith Fisher. 

### Arguments des deux parties
Les arguments majeurs des habitants de Cleveland sont que les banques acceptent toutes les demandes de crédits sans jamais vérifier si le client pourra rembourser. De plus, les habitants accusent les banques d'avoir envoyé des courtiers pour racheter leur crédit avec un taux deux fois plus élevé que la normale avec pour conséquence l'exclusion de leur domicile des familles ne pouvant pas rembourser ce crédit. Pour les habitants, les banques ne se préoccupent pas du malheur de leurs clients, leur but étant de faire du profit. Ainsi les habitants pointent du doigt un abus de pouvoir, un défaut de vérification de la solvabilité des clients et des taux bancaires trop élevés.
Les banques n'acceptent pas l'accusation arguant qu'elles ont des milliers de demandes de crédits et qu'elles ne peuvent pas vérifier chaque dossier. Pour elles, les responsables sont les courtiers qui truquent les papiers pour faire accepter les demandes. 
Les banques affirment que personne n'est obligé de prendre un crédit et qu'elles ne sont pas responsables du fait que certains de leurs clients vivent au-dessus de leur moyen en acceptant que les courtiers gonflent leur revenu pour se faire accorder un crédit. 

### Délibéré
Les arguments s'enchaînent jusqu'au verdict du jury.

## Fiche technique
- Réalisation : Jean-Stéphane Bron
- Scénario : Jean-Stéphane Bron
- Photo : Julien Hirsch et Séverine Barde
- Son : Jean-Paul Mugel, Benoît Hillebrant, Stéphane Thiébaut
- Montage : Simon Jacquet
- Producteur : Robert Boner, Philippe Martin
- Distribution : Les Films du losange (France), NeoClassics Films (États-Unis), JMH Distribution (Suisse)
- Langue : anglais
- Format : couleur

## Distribution

### Témoins
- Barbara Anderson : habitante de Cleveland
- Robert Kole : policier et ex-membre de la Brigade d'expulsion
- Frederick Kushen : agent de maintenance et habitant de Cleveland
- Keith Taylor : ex-dealer, ex-courtier
- Tony Brancatelli : conseiller municipal de Cleveland
- Kurtis Rodgers Kushen : fils de Frederick Kushen
- Raymond Velez : travailleur du bâtiment et habitant de Cleveland
- Michael Osinski : auteur du logiciel des banques de Wall Street
- Peter Wallison : avocat, ancien conseiller à la Maison-Blanche

### Avocats
- Keith Fisher : avocat des banques
- Josh Cohen : avocat des habitants de Cleveland
- Kathleen Engel : avocat des habitants de Cleveland
- Mark Stanton : avocat des habitants de Cleveland

### Autre
- Thomas J. Pokorny : juge

## Distinctions
- César 2011 : nomination au Meilleur film documentaire
- Prix du public au Festival Paris Cinéma, 2010[1].
- Prix de Soleure aux Journées de Soleure, 2011[2].